# Joaquín Larrivey
Joaquín Oscar Larrivey est un footballeur argentin (né le 20 août 1984 à Buenos Aires), évoluant au poste d'attaquant.

## Biographie
Joaquín Larrivey fait ses premiers pas footballistiques dans les équipes de jeunes de l'Huracán, l'un des clubs de Buenos Aires. Il fait ses débuts en équipe première lors de la saison 2004-05 en Primera B Nacional, la D2 argentine. Larrivey joue 16 matchs pour 3 buts. Il obtient sa place de titulaire dès la saison suivante, toujours en D2 où, entre Apertura et Clausura, il joue 40 matchs pour 14 buts. Lors de la saison 2006-07, toujours titulaire, Larrivey obtient enfin la montée en Primera División grâce à la double victoire de l'Huracán contre le Godoy Cruz Antonio Tomba (2-0, 3-2), double confrontation dans laquelle il se rend décisif avec 2 buts. Il joue 38 matchs pour 13 buts lors de cette saison.
Il n'a pas l'occasion de savourer la première division argentine car il va signer à l'été 2007 en Italie, au Cagliari Calcio. 
Ce transfert ne sera pas de tout repos : le contrat du joueur a d'abord été acheté 800 000 dollars par un groupe d'entrepreneurs argentins avant que cet achat ne soit annulé en justice pour cause d'inadéquation du prix, trop bas, et donc du manque à gagner pour le club. Pourtant, ce même groupe venait de vendre le joueur au Cagliari Calcio pour 2 millions de dollars, ce qui fait leur faisait un gain de plus d'1 million de dollars, au nez et à la barbe de son club formateur. Cet imbroglio judiciaire retardera de plus d'un mois l'arrivée de Larrivey en Sardaigne. 
Toutefois, dès le transfert avalisé, l'entraîneur Marco Giampaolo le fait immédiatement débuter en tant que titulaire. Le prix d'achat du joueur est la marque de l'importance qu'il doit avoir dans l'effectif sarde qui se cherche un vrai buteur. Malgré son temps de jeu, Larrivey éprouve de grandes difficultés à marquer et nombreux sont ceux qui viennent à douter de son niveau. L'équipe ne décolle pas au classement. Lors de la 12e journée, Marco Giampaolo est remercié et remplacé par Nedo Sonetti. Ce dernier n'accordera pas la même confiance de son prédécesseur à l'attaquant argentin et ne lui accordera que des bouts de matchs. Lors de la 18e journée, nouveau changement d'entraîneur : Nedo Sonetti est remplacé par Davide Ballardini. Il retrouve un peu plus de temps de jeu mais la remontée au classement du club et la mise en évidence de l'attaquant Robert Acquafresca vont une nouvelle fois le laisser dans l'ombre. Le club, que tout le monde disait perdu, se sauve finalement et termine 14e. Larrivey ne marque qu'un but en 27 matchs lors de la dernière journée contre la Reggina. Cette première saison européenne est un cuisant échec.
Malgré cela, le club continue de miser sur lui. Il marque dès la première journée de la saison 2008-09 contre la Lazio. Ainsi, il joue plus en ce début de saison, profitant de l'absence momentanée du buteur Robert Acquafresca. À partir de l'automne, toutefois, et le retour en forme d'Acquafresca, Larrivey retrouve le banc et ronge son frein. Ainsi, après une saison et demie ponctuée de 2 petits but, Larrivey est prêté en février 2009 au Vélez Sársfield, pour 450 000 dollars, en première division argentine, pour participer au Torneo Clausura. Avec l'autre club de Buenos Aires, il remporte le Torneo Clausura et marque 3 buts en 16 matchs.
Le moral remonté par son break argentin, ponctué d'une belle victoire, Larrivey retourne en juillet 2009 au Cagliari Calcio. Il commence le championnat 2009-10 en tant que titulaire avant de reprendre place progressivement sur le banc. Il marque contre le SSC Naples ainsi que son premier doublé italien, en janvier, contre Livorno. Il a joué jusqu'à présent 26 matchs pour 3 buts.
En juin 2014, il est recruté par le Celta de Vigo.

## Palmarès
- 1 championnat de Primera Division argentine : Torneo de Clausura 2009 Vélez Sársfield